# IB Primary Years Programme
International Baccalaureate (IB) Primary Years Programme (PYP) er et uddannelsesprogram udviklet og managed af International Baccalaureate Organization (IBO) for elever fra 3 til 12 år. Programmets mål er at forberede elever til at tage Middle Years Programmet, dog man kan starte på dette program på baggrund af andre uddannelser. De fag som PYPet vedrører er sproglige, social studies, matematik, naturvidenskab og teknologi, kunst og musik, og idræt. Det kræves også at elever begynder at lære et nyt sprog som en del af programmet. Lærerne laver selv deres assessment af eleverne, på basis af strategier og vejledning som IBO-organisationen stiller til rådighed.
Filosofien bag PYP-programmet er at få eleverne til at blive inquirers, thinkers, communicators, risk takers, knowledgeable, principled, caring, open-minded, well-balanced, and reflective.

## Skoler som bruger IB-programmer
- Western Academy of Beijing